# Matthiola parviflora
Matthiola parviflora là một loài thực vật có hoa trong họ Cải. Loài này được (Schousb.) R.Br. mô tả khoa học đầu tiên năm 1812.